# Challenger Dove Men+Care Antofagasta 2023
Il Challenger Dove Men+Care Antofagasta 2023 è stato un torneo maschile di tennis professionistico giocato sulla terra rossa. È stata la 1ª edizione del torneo, facente parte della categoria Challenger 100 nell'ambito dell'ATP Challenger Tour 2023. Si è giocato all' AutoClub Antofagasta di Antofagasta, in Cile, dal 18 al 24 settembre 2023.

## Partecipanti

### Teste di serie
| Nazionalità | Giocatore                  | Ranking* | Testa di serie |
| ----------- | -------------------------- | -------- | -------------- |
| Argentina   | Juan Manuel Cerúndolo      | 91       | 1              |
| Cile        | Marcelo Tomás Barrios Vera | 114      | 2              |
| Cile        | Alejandro Tabilo           | 124      | 3              |
| Argentina   | Genaro Alberto Olivieri    | 138      | 4              |
| Bolivia     | Hugo Dellien               | 141      | 5              |
| Argentina   | Facundo Bagnis             | 144      | 6              |
| Argentina   | Francisco Comesaña         | 150      | 7              |
| Italia      | Luciano Darderi            | 177      | 8              |

* Ranking all'11 settembre 2023.

### Altri partecipanti
I seguenti giocatori hanno ricevuto una wild card per il tabellone principale:
- Gonzalo Lama
- Juan Carlos Prado Ángelo
- Matías Soto

I seguenti giocatori sono entrati in tabellone come alternate:
- Tristan Boyer
- Viktor Durasovic
- Eduardo Ribeiro

I seguenti giocatori sono passati dalle qualificazioni:
- Tomás Farjat
- Gilbert Klier Júnior
- Pedro Sakamoto
- Facundo Mena
- Pedro Boscardin Dias
- Ignacio Monzón

## Punti e montepremi
| Torneo    | Torneo              | V      | F      | SF    | QF    | 2T    | 1T    | Q | Q2  | Q1  |
| Singolare | Punti               | 100    | 60     | 36    | 20    | 9     | 0     | 5 | 2   | 0   |
| Singolare | Premi in denaro ($) | 17,650 | 10,380 | 6,140 | 3,570 | 2,105 | 1,270 | – | 635 | 320 |
| Doppio    | Punti               | 100    | 60     | 36    | 20    | –     | 0     | – | –   | –   |
| Doppio    | Premi in denaro ($) | 7,590  | 4,400  | 2,645 | 1,570 | –     | 880   | – | –   | –   |

## Campioni

### Singolare
Camilo Ugo Carabelli ha sconfitto in finale  Tristan Boyer con il punteggio di 3–6, 6–1, 7–5.

### Doppio
Boris Arias /  Federico Zeballos hanno sconfitto in finale  Luciano Darderi /  Murkel Dellien con il punteggio di 5–7, 6–4, [10–8].